# Warren Rychel
Warren Stanley Rychel (né le 12 mai 1967 à Tecumseh dans la province d'Ontario au Canada) est un joueur professionnel canadien de hockey sur glace. Il évoluait au poste d'ailier gauche.
Son fils, Kerby Rychel, est également joueur de hockey professionnel.

## Biographie
Il a joué au niveau junior dans la LHO pour quatre équipes différentes : les Wolves de Sudbury, les Platers de Guelph, les 67 d'Ottawa puis les Rangers de Kitchener. En septembre 1986, il signe avec les Blackhawks de Chicago dans la Ligue nationale de hockey et joue sa première saison professionnelle en 1987-1988 dans la LIH avec les Hawks de Saginaw, club-école de Chicago.
Il joue ses premières parties dans la LNH en 1988-1989 avec Chicago. Ne parvenant pas à s'établir avec les Blackhawks, il est échangé durant l'été 1991 aux Jets de Winnipeg puis durant la mi-saison aux North Stars du Minnesota, deux équipes auquel il ne jouera pas un match mais plutôt pour leur club-école.
Peu avant le début de la saison 1992-1993, il signe comme agent libre avec les Kings de Los Angeles et réussit à obtenir un poste régulier avec l'équipe. Il parvient à s'imposer physiquement, comme le démontre ses 314 minutes de pénalité obtenus durant la saison, et aide l'équipe à atteindre la finale de la Coupe Stanley lors des séries éliminatoires de 1993, qui sera perdue face aux Canadiens de Montréal.
En plus des Kings, il a porté les couleurs des Maple Leafs de Toronto, de l'Avalanche du Colorado et des Mighty Ducks d'Anaheim. Il a remporté la Coupe Stanley avec l'Avalanche en 1996. Il se retire au terme de la saison 1998-1999, jouée avec l'Avalanche.
Il termine sa carrière avec 406 parties jouées en saison régulière et un total de 77 points produits. Il a surtout démontré son côté bagarreur avec 1 422 minutes de pénalité.

## Statistiques
| Saison     | Équipe                 | Ligue      |     | Saison régulière | Saison régulière | Saison régulière | Saison régulière | Saison régulière |   | Séries éliminatoires | Séries éliminatoires | Séries éliminatoires | Séries éliminatoires | Séries éliminatoires |
| Saison     | Équipe                 | Ligue      | PJ  | B                | A                | Pts              | Pun              | PJ               | B | A                    | Pts                  | Pun                  |                      |                      |
| 1984-1985  | Wolves de Sudbury      | LHO        | 35  | 5                | 8                | 13               | 74               | -                | - | -                    | -                    | -                    |                      |                      |
| 1984-1985  | Platers de Guelph      | LHO        | 29  | 1                | 3                | 4                | 48               | -                | - | -                    | -                    | -                    |                      |                      |
| 1985-1986  | Platers de Guelph      | LHO        | 38  | 14               | 5                | 19               | 119              | -                | - | -                    | -                    | -                    |                      |                      |
| 1985-1986  | 67 d'Ottawa            | LHO        | 29  | 11               | 18               | 29               | 54               | -                | - | -                    | -                    | -                    |                      |                      |
| 1986-1987  | 67 d'Ottawa            | LHO        | 28  | 11               | 7                | 18               | 57               | -                | - | -                    | -                    | -                    |                      |                      |
| 1986-1987  | Rangers de Kitchener   | LHO        | 21  | 5                | 5                | 10               | 39               | 4                | 0 | 0                    | 0                    | 9                    |                      |                      |
| 1987-1988  | Rivermen de Peoria     | LIH        | 7   | 2                | 1                | 3                | 7                | -                | - | -                    | -                    | -                    |                      |                      |
| 1987-1988  | Hawks de Saginaw       | LIH        | 51  | 2                | 7                | 9                | 113              | 1                | 0 | 0                    | 0                    | 0                    |                      |                      |
| 1988-1989  | Hawks de Saginaw       | LIH        | 50  | 15               | 14               | 29               | 226              | 6                | 0 | 0                    | 0                    | 51                   |                      |                      |
| 1988-1989  | Blackhawks de Chicago  | LNH        | 2   | 0                | 0                | 0                | 17               | -                | - | -                    | -                    | -                    |                      |                      |
| 1989-1990  | Ice d'Indianapolis     | LIH        | 77  | 23               | 16               | 39               | 374              | 14               | 1 | 3                    | 4                    | 64                   |                      |                      |
| 1990-1991  | Ice d'Indianapolis     | LIH        | 68  | 33               | 30               | 63               | 338              | 5                | 2 | 1                    | 3                    | 30                   |                      |                      |
| 1990-1991  | Blackhawks de Chicago  | LNH        | -   | -                | -                | -                | -                | 3                | 1 | 3                    | 4                    | 2                    |                      |                      |
| 1991-1992  | Hawks de Moncton       | LAH        | 36  | 14               | 15               | 29               | 211              | -                | - | -                    | -                    | -                    |                      |                      |
| 1991-1992  | Wings de Kalamazoo     | LIH        | 45  | 15               | 20               | 35               | 165              | 8                | 0 | 3                    | 3                    | 51                   |                      |                      |
| 1992-1993  | Kings de Los Angeles   | LNH        | 70  | 6                | 7                | 13               | 314              | 23               | 6 | 7                    | 13                   | 39                   |                      |                      |
| 1993-1994  | Kings de Los Angeles   | LNH        | 80  | 10               | 9                | 19               | 322              | -                | - | -                    | -                    | -                    |                      |                      |
| 1994-1995  | Kings de Los Angeles   | LNH        | 7   | 0                | 0                | 0                | 19               | -                | - | -                    | -                    | -                    |                      |                      |
| 1994-1995  | Maple Leafs de Toronto | LNH        | 26  | 1                | 6                | 7                | 101              | 3                | 0 | 0                    | 0                    | 0                    |                      |                      |
| 1995-1996  | Avalanche du Colorado  | LNH        | 52  | 6                | 2                | 8                | 147              | 12               | 1 | 0                    | 1                    | 23                   |                      |                      |
| 1996-1997  | Mighty Ducks d'Anaheim | LNH        | 70  | 10               | 7                | 17               | 218              | 11               | 0 | 2                    | 2                    | 19                   |                      |                      |
| 1997-1998  | Mighty Ducks d'Anaheim | LNH        | 63  | 5                | 6                | 11               | 198              | -                | - | -                    | -                    | -                    |                      |                      |
| 1997-1998  | Avalanche du Colorado  | LNH        | 8   | 0                | 0                | 0                | 23               | 6                | 0 | 0                    | 0                    | 24                   |                      |                      |
| 1998-1999  | Avalanche du Colorado  | LNH        | 28  | 0                | 2                | 2                | 63               | 12               | 0 | 1                    | 1                    | 14                   |                      |                      |
| Totaux LNH | Totaux LNH             | Totaux LNH | 406 | 38               | 39               | 77               | 1 422            | 70               | 8 | 13                   | 21                   | 121                  |                      |                      |

## Trophées et honneurs personnels
- 1995-1996 : champion de la Coupe Stanley avec l'Avalanche du Colorado.